# Chicoacán (Ampliación)
Chicoacán (Ampliación) es una localidad del municipio de Huimanguillo ubicado en la subregión de la Chontalpa del estado mexicano de Tabasco.

## Geografía
La localidad de Chicoacán (Ampliación) se sitúa en las coordenadas geográficas 17°45′23″N 93°27′10″O / 17.756389, -93.452778, a una elevación de 30 metros sobre el nivel del mar.

## Demografía
Según el Conteo de Población y Vivienda 2020, efectuado por el Instituto Nacional de Estadística y Geografía, la localidad de Chicoacán (Ampliación) tiene 518 habitantes, de los cuales 262 son del sexo masculino y 256 del sexo femenino. Su tasa de fecundidad es de 2.47 hijos por mujer y tiene 142 viviendas particulares habitadas.
| Gráfica de evolución demográfica de Chicoacán (Ampliación) entre 1990 y 2020 |
|                                                                              |
| INEGI.                                                                       |